# María Fernanda García
María Fernanda García Allende (México, 17 de septiembre de 1967) es una actriz mexicana que ha participado en varias telenovelas y películas mexicanas. Sus papeles más reconocidos son en las telenovelas Clase 406, Lola, érase una vez, Ni contigo ni sin ti, Rebelde, entre otras.
Su carrera en cine ha sido bastante extensa, y es ganadora del premio Ariel por su participación en la película "Bienvenido-welcome" dirigida por Gabriel Retes. También ha participado en exitosos títulos como Amor letra por letra y El ritual de las composturas por citar algunas. En televisión interpretó el entrañable personaje de la "Tía Licha" en la serie cómica Una familia de diez.
Se ha destacado por su participación en teatro y como comediante de cabarets.
Ha incursionado también en la poesía. Su libro Xtremo Xceso fue publicado en el 2007 por "Los Contemporáneos".

## Filmografía

### Telenovelas
- Ligeramente diva (2024) - Romina Delgado[1]
- La historia de Juana (2024) - Doña Pura
- Pienso en ti (2023) - Laura vda. de Mendoza / de Rivero[2]
- El rey Vicente Fernández (2022) - Perla[3]
- Un día para vivir (2021) - Lenny
- Como tú no hay dos (2020) - Amelia Campos de Orozco "La Pastora"[4]
- Rubí (2020) - Rosa Emilia Ortiz de la Fuente
- Volver a vivir (2019-2020) - Felicia
- Sin tu mirada (2017-2018) - Soledad
- La piloto (2017-2018) - Estella Lesmes Vda. de Cadena y Vda. de Calle
- Nuestro amor (2015-2016) - Sonia
- Dos lunas (2014)
- La tregua (2013-2014) - Blanca Santomé
- Un refugio para el amor (2012) - Amiga recurrente de Rosa Elena, Cony, July, y Gala
- El encanto del águila (2011)
- La vida sagrada (2010-2011) - Trinidad
- Verano de amor (2009) - Reyna Olmos
- Lola, érase una vez (2007-2008)
- Las dos caras de Ana (2006-2007) - Cristina Durán de Gardel
- Rebelde (2004-2006) - Alicia Salazar
- Rubí (2004) - Valeria
- Amarte es mi pecado (2004) Compañera de Casilda en el psiquiátrico
- Clase 406 (2002-2003) - Marlen Rivera
- La revancha (2001-2002)
- Amigos x siempre (2000)
- Amor eterno (1998-1999) - Regina
- Al norte del corazón (1997) - Beatriz
- Te dejaré de amar (1996-1997) - Ligia
- Amar sin mentiras (1994-1995) - Miranda
- Sueño de amor (1993) - Ligia Escalante
- Enamorada (1991-1992) - Rosa de Bernal
- Ángeles blancos (1990-1991)
- Cuando llega el amor (1989-1990) Paulina, amiga de Alejandra
- Luz y sombra (1989)
- Rosa salvaje (1987-1988) - Invitada en la fiesta de los Linares

### Series
- Rutas de la vida (2022)[5]
- Adal, el Show (2016)
- La clínica (2012) - Doña Elsa
- Como dice el dicho (2011)
- La rosa de Guadalupe (2008)
- Una familia de diez (2007 - presente) - Alicia "Licha" González de Martínez
- Mujer, casos de la vida real (2000-2006)
- Hora marcada (1989)

### Películas
- El ritual de las composturas (2013)
- El desliz (2013)
- Ángel inquisidor: La última oportunidad (2011)
- Verano rebelde (2009)
- Amor letra por letra (2008)
- 3 piezas de amor en un fin de semana (2008)
- Ver, oír, callar (2005)
- Cero y van cuatro comida de perros (2004)
- Espíritu deportivo (2004)
- El juego (1999)
- Recién casados (1998)
- Fuera de la ley (1998)
- Reclusorio (1997)
- La ley de las mujeres (1995)
- Juego limpio (1995)
- Bienvenido-Welcome (1995)
- El fiscal de hierro: Parte 4 (1995)
- Cuatro a la fuga (1993)
- El asesino del zodíaco (1993)
- La ley de las mujeres (1993)
- El Camaleón (1990)
- Fotógrafo de modelos (1990)
- Violación (1989)

## Premios y nominaciones

### Premios Ariel
| Año  | Categoría                           | Película           | Resultado |
| ---- | ----------------------------------- | ------------------ | --------- |
| 1995 | Mejor actriz en un papel secundario | Bienvenido-Welcome | Ganadora  |